# Love Theme from Kiss
Love Theme from Kiss è un brano strumentale del gruppo hard rock statunitense Kiss, pubblicato per la prima volta nel febbraio del 1974 all'interno del loro album eponimo.

## Antefatti
La canzone è l'ottava traccia dell'omonimo album di debutto dei Kiss. Questo brano strumentale faceva regolarmente parte del live set della band durante l'era dei club. Originariamente parte di un pezzo più grande chiamato Acrobat, la sezione Love Theme from Kiss era la prima parte distinta dello strumentale, con la seconda metà che sembrava essere una specie di jam durante i concerti. Durante la registrazione dell'album dei Kiss, il pezzo è stato diviso, mantenendo semplicemente la parte strumentale piuttosto che la jam comunemente chiamata Much Too Young. A che punto la canzone è stata divisa rimane un mistero...
I produttori e i membri della band si erano rifiutati di commentare se l'intero pezzo fosse stato registrato durante le sessioni dell'album e quando fosse effettivamente avvenuta la separazione. Gene ha recentemente confermato che l'intera canzone è stata registrata durante le prime sessioni dell'album, ma che i produttori hanno tagliato la seconda parte della parte strumentale e suggerito il cambio di nome del pezzo. Questo probabilmente aiuta a spiegare la dissolvenza piuttosto lunga (25 secondi) del pezzo, che originariamente avrebbe dovuto essere parte della transizione verso la jam.

## Il brano
La canzone è stata pubblicata come lato B del singolo Nothin to Lose e fin dalla sua pubblicazione non ha riscosso moltissimo successo, infatti non fu mai suonata.

## Considerazioni dei membri
Gene Simmons disse: "Love Theme from Kiss fu accorciata verso il basso. Originariamente era lunga sette minuti. Iniziò con una parte strumentale e poi entrò in un'altra sezione chiamata Your Much Too Young. Acrobat diventò la canzone e poi si trasformò quando uscì in un riff di Detroit Rock City che Paul strappò via ma non mi ha mai dato credito per questo."

## Apparizioni in album
- 1974 - Kiss[2]

## Formazione
- Paul Stanley - chitarra ritmica
- Gene Simmons - basso
- Ace Frehley - chitarra solista
- Peter Criss - batteria